# Franz Umpfenbach
Franz Umpfenbach (eigentlich: Franz Justus Leopold Umpfenbach; * 13. Juli 1835 in Gießen; † 28. Juni 1885 in Heppenheim) war ein deutscher Altphilologe.

## Leben
Der Sohn des Mathematikers Hermann Umpfenbach (1798–1862) und dessen Frau Emilie, Tochter des Oberamtsrichters und Justizrates in Heidenheim Klotz, besuchte anfänglich eine Privatschule und von 1845 bis 1853 das Gymnasium in Gießen. Als Student der Philosophie bezog er noch im selben Jahr die Universität Gießen, wo er ein Schüler von Friedrich Gotthilf Osann (1794–1858) war. Ostern 1854 wechselte Umpfenbach an die Universität Göttingen, wo er Karl Friedrich Hermann empfohlen worden war. Im Folgejahr hörte er an der Universität Bonn Vorlesungen bei Friedrich Ritschl und Friedrich Gottlieb Welcker sowie an der Universität Berlin bei August Boeckh.
Zurückgekehrt nach Gießen, bestand Umpfenbach seine Lehramtsprüfung für Gymnasien und promovierte am 30. März 1857 zum Doktor der Philosophie. Nach einer Tätigkeit am Gießener Gymnasium habilitierte er sich am 22. August 1860 als Privatdozent der klassischen Philologie an der Gießener Hochschule. Während jener Zeit beschäftigte er sich mit der römischen Komödie des Plautus. 1863 begab er sich nach Italien, um in Rom Studien an der Vatikanischen Apostolischen Bibliothek über Terenz zu betreiben.
1865 kehrte Umpfenbach nach Deutschland zurück, wo er als Privatdozent an der Universität München tätig wurde und sein bedeutendstes Werk, eine kritische Terenz-Ausgabe, die eine genauere Kenntnis der handschriftlichen Lesarten ermöglicht, zum Abschluss brachte. Da durch die Ausgabe seine finanziellen Mittel erschöpft waren, ging er 1870 als Privatlehrer nach Frankfurt am Main. 1873 erhielt er eine Gymnasiallehrerstelle in Mainz, wo er an einer Gehörkrankheit erkrankte. Diese verschlimmerte sich immer mehr, so dass er sich 1884 in die Großherzogliche Landes-Irrenanstalt in Heppenheim einweisen ließ. Dort verstarb er.

## Schriften (Auswahl)
- Meletemata Plautina. Gießen 1860
- Die Bembinischen Scholien des Terenz. Hermes II, p. 337–402
- P. Terenti comoediae. Berlin 1870